# Henryk Ćmok
Henryk Ćmok (ur. 24 sierpnia 1932 w Wieszczętach, zm. 1 listopada 2007) – polski duchowny luterański, konsenior diecezji mazurskiej Kościoła Ewangelicko-Augsburskiego w PRL.

## Życiorys
Ordynowany został na księdza w dniu 14 kwietnia 1957 w Nidzicy przez ks. bpa Karola Kotulę. Do 1960 był wikariuszem parafii Wielbarku w diecezji mazurskiej, a następnie jej administratorem. W 1963 został powołany na administratora parafii w Szczytnie, a 19 stycznia 1964 został wybrany jej proboszczem i wprowadzony w urząd, w dniu 13 września 1964. W latach 1966–1967, ks. Henryk Ćmok był konseniorem diecezji mazurskiej Kościoła Ewangelicko-Augsburskiego w PRL. 
W 1970 wyjechał na stałe do Niemiec, gdzie objął stanowisko proboszcza w Ennepetal w Nadrenii i pełnił ten urząd aż do emerytury.